# Fàbrica Cal Font
La Fàbrica Cal Font és un edifici d'Igualada (Anoia) inclòs a l'Inventari del Patrimoni Arquitectònic de Catalunya.

## Descripció
Es tracta d'un edifici industrial que encaixa dins l'estil modernista com ho mostra el treball del totxo cuit en la formació d'obertures que dona un ritme i simetria prou evidents i que responen plenament a les necessitats industrials.
El conjunt està format per dues grans naus longitudinals i una xemeneia industrial del segle passat feta de totxo cuit i que encara podem veure funcionar en l'actualitat.

## Història
La fàbrica de Cal Font fou fundada a principis del segle xix i el nom encara avui vigent és el de la seva família fundadora.